# ドローレス・ゴンサーレス・カタライン
マリーア・ドローレス・ゴンサーレス・カタライン（María Dolores González Catarain, 1954年5月14日 – 1986年9月10日）は、スペイン・オルディシア出身の政治活動家（女性）。別名ヨイエス（Yoyes, ジョジェスとも）。バスク人。バスク祖国と自由(ETA)の指導者だったが、組織脱退後の1986年にETAの活動家によって殺害された。

## 経歴

### 青年期
1954年5月14日、マリーア・ドローレス・ゴンサーレス・カタラインは9人兄弟姉妹の2人目としてバスク地方のギプスコア県オルディシアに生まれた。オルディシアは小規模な工業都市であり、バスク地方分離独立主義組織バスク祖国と自由(ETA)を支持する住民が多かった。父方のゴンサーレス家は他県からの国内移民の家系、母方のカタライン家は代々バスク地方の農村部に住むバスク人の家系であり、母親はバスク語話者だった。ドローレスは信心深いキリスト教徒であり、少女期には貧困・自由・社会的不平等などの問題に向き合って宗教伝道師になることも考えた。友人たちとの会話を通してフランコ独裁政権への反感を抱くようになり、中等学校では友人同士のグループで社会主義に関するディスカッションを行ったこともあった。1970年12月にはフランコ政権の根底を揺るがすブルゴス裁判が起こり、世間がETAに対して同情の目を向けるようになった。17歳だった1971年にはバスク民族主義グループと行動を共にするようになり、マルクス主義にも興味を抱いた。ドローレスがETAに加入したのはこの年である。

### ETAでの活動
1972年にはギプスコア県都のサン・セバスティアンに移り住んで教員養成学校に入学し、ETAの活動と並行して教師を目指した。同じ活動家のホセ・エチェベリア（ベルツァ）と恋愛関係にあったが、ベルツァは輸送中の爆弾が爆発したことにより、1973年にゲチョで死亡した。すでにヨイエスの名前はスペイン警察に知られていたため、警察が教会を取り囲んで行われたベルツァの葬儀には参列できず、妹ともに入口で見守った。初めて関係を持った恋人の死去も大きな動機となり、19歳だった1973年12月15日に教員養成学校を中退し、フランス領バスクに移り住んで本格的にETAの活動に参加するようになった。主力攻撃部隊であるベレチアックの責任者、エドゥアルド・モレーノ・ベルガレチェ（ペルトゥール）の下で活動し、将来の幹部としての教育を受けた。1974年9月13日にはETAがマドリードで起こしたカフェ・ローランド爆破事件で、本来の標的であるグアルディア・シビル（治安警察）官の他に民間人11人が巻き添えとなった。この民間人の巻き添えをめぐってETA内で衝突が起こり、1974年には政治闘争派のETA(pm)と武力闘争派のETA(m)に分裂した。ヨイエスは手段を選ばない暴力行為には否定的だったが、ETA(m)に加わることを余儀なくされた。
ヨイエスはETA初の女性幹部となり、恩師のペルトゥールとともにETAという枠組みを越えた社会主義民族共同戦線(KAS)を立ち上げようとしていたが、その最中の1976年には恩師ペルトゥールが消息を絶った。また1978年12月21日には、ヨイエスともっとも価値観が通じ合うメンバーであり、またETA(m)の政治機関の最高責任者だったホセ・ミゲル・ベニャラン・オルデニャーナ（アルガラ）が、ETAと対立する極右組織スペイン・バスク大隊(BVE)に暗殺された。このため、ヨイエスはアルガラの地位を引き継ぎ、チョミンに次ぐETA(m)のナンバー2となった。
この時期にはイギリスのBBCの番組に出演し、ETAの活動に参加するようになってから初めて公の場に顔を出したが、ETAの活動内容を強く擁護しなかった。25歳だった1979年にはフランス警察によってフランス南東部の刑務所に1か月ほど身柄を拘束される出来事があった。1979年10月にはスペインの民主化の過程でバスク州が誕生したが、ETAの活動はこの時期がピークであり、1979年から1980年の1年間だけで258人を殺害した。この頃のヨイエスはETAの象徴的存在・神話的存在となっていたが、自らの理想からかけ離れていく組織から離れることを決意した。

### 亡命と帰郷
ヨイエスは亡命先にキューバを希望したが、キューバへの入国は叶わず、1980年4月にメキシコに亡命した。26歳のヨイエスはメキシコ国立自治大学(UNAM)の文哲学部に入学し、社会学を専攻した。メキシコではロシオ・ディアス・エスコバルがヨイエスの唯一の理解者だった。さらに国際連合(UN)の関連団体で働きはじめ、1984年に国立自治大学を卒業して大学の講師となったが、警察やメディアはヨイエスを依然としてETAの象徴としてとらえ、ヨーロッパ出国後もヨイエスがテロ活動に関与しているのではないかと疑った。さらに、スペイン国民もヨイエスの存在を神格化し、ETAを代表する女性闘士とみなした。
1982年にはバスク地方出身の男性の子を妊娠して男児を出産し、ヨイエスは故郷のヨーロッパに戻ることを決意した。1985年6月に政治難民としてフランス・パリを訪れ、秘密裏にETAのメンバーと会ってバスク地方への帰郷の可能性を探った。ETAの指導者たちはバスクから立ち退くように脅迫したが、結局1985年10月にフランス＝スペインの国境を越え、12年ぶりにスペインの土を踏んだ。テロ事件に直接関与しなかった活動家がETAから脱退した場合、スペイン政府はその人物の罪を問わないとしていたため、ヨイエスはスペイン帰国の際に正式にETAからの脱退を表明した。しかし、組織を脱退して亡命したドローレスを裏切り者とみなすETAの活動家は多く、またETAを支持するバスク民族主義者の一般人にも罵倒された。ドローレスは夫・3歳の息子とともにサン・セバスティアンに定住し、かつてのETAでの活動については沈黙を通し続けた。

### 暗殺
31歳だった1986年9月10日、故郷オルディシアでの秋祭りの最中に、かつての活動仲間であるフランシスコ・ムヒカ・ガルメンディア（アルタパロ）、ホセ・アントニオ・ロペス（クバティ）、ホセ・ミゲル・ラタサ（フェルミン）の3人によって銃殺された。この処刑はバスク・ペロタの球技場から100mほど離れた場所で行われ、3歳の息子の目前で背後から3発の銃弾を浴びた。ドローレスの葬儀には多くの一般人が参列した。

## 人物
ヨイエスは身長162cm、体重50kgほどの女性だった。ETA(pm)の指導者であるJ・M・ゴイブルは、ヨイエスが決断力、忍耐力、説得力、行動力に優れていたと証言している。今日でもヨイエスはメディアのアイコンであり続けており、彼女の死はバスク社会とETAにとっての変化の瞬間であると考えられている。彼女は政治的洞察力を持った活動家であるとして大きな称賛を受け、また男性が多数派である組織の中で指導的地位にあった女性であることでも称賛を受けた。
ヨイエス死去時に3歳だった息子のアカイツ・ドロンソーロ・ゴンサーレスは、2005年にナバーラ大学で生化学の学士号を取得し、いったんバルセロナに住んだ後に、2012年にバスク大学で生化学の博士号を取得した。その後はアメリカ合衆国・フロリダ州で研究活動を行っているが、アカイツの同僚は彼や彼の母親の過去を知らない。

## 伝記

### 映像作品
- ドキュメンタリー『Yoyes』 - TVEの番組『Documentos TV』[12]。日本ではNHKが『ヨイエスの青春 バスク独立にかけた夢と挫折』として1988年に放送。
- 映画『ヨイエス（英語版）』（1999年） - ナバーラ県出身でドキュメンタリーなどを扱っていたエレーナ・タベルナ監督の長編映画デビュー作[13]。アナ・トレントがヨイエス役を演じており[14]、バスク地方でも撮影が行われた。この映画はトゥールーズ・スペイン映画祭で審査員特別賞を受賞した。タベルナ監督はこの映画が伝記映画であると捉えられることを好まず、あくまでもフィクションであるとしている。

### 書籍
- Pedro Ibarra Güell.- "Yoyes: ética y política". (Mientras tanto, ISSN 0210-8259, Nº. 29, 1987)
- Diario personal publicado por la familia en 1987 "Yoyes desde su ventana", ヨイエス公式サイト